# Tino Zaballa
Constantino Zaballa Gutiérrez, conocido como Tino Zaballa (Santander, Cantabria, 15 de mayo de 1978) es un exciclista español oriundo de la localidad cántabra de La Hayuela (Udías), profesional desde 2001 y ganador de la carrera Clásica de San Sebastián en 2005, actualmente se encuentra retirado del ciclismo.

## Biografía

### Debut y estancamiento
Debutó como profesional en 2001 en el equipo Kelme dirigido por Álvaro Pino, ganando ese mismo año sendas etapas en la Vuelta a Portugal y en el Tour del Porvenir.
Sin embargo, tras ese gran primer año, no logró ninguna victoria en las dos siguientes temporadas. Durante su estancia en el equipo levantino coincidió con ciclistas como Aitor González, Santiago Botero, Óscar Sevilla y Alejandro Valverde.

### Grandes victorias

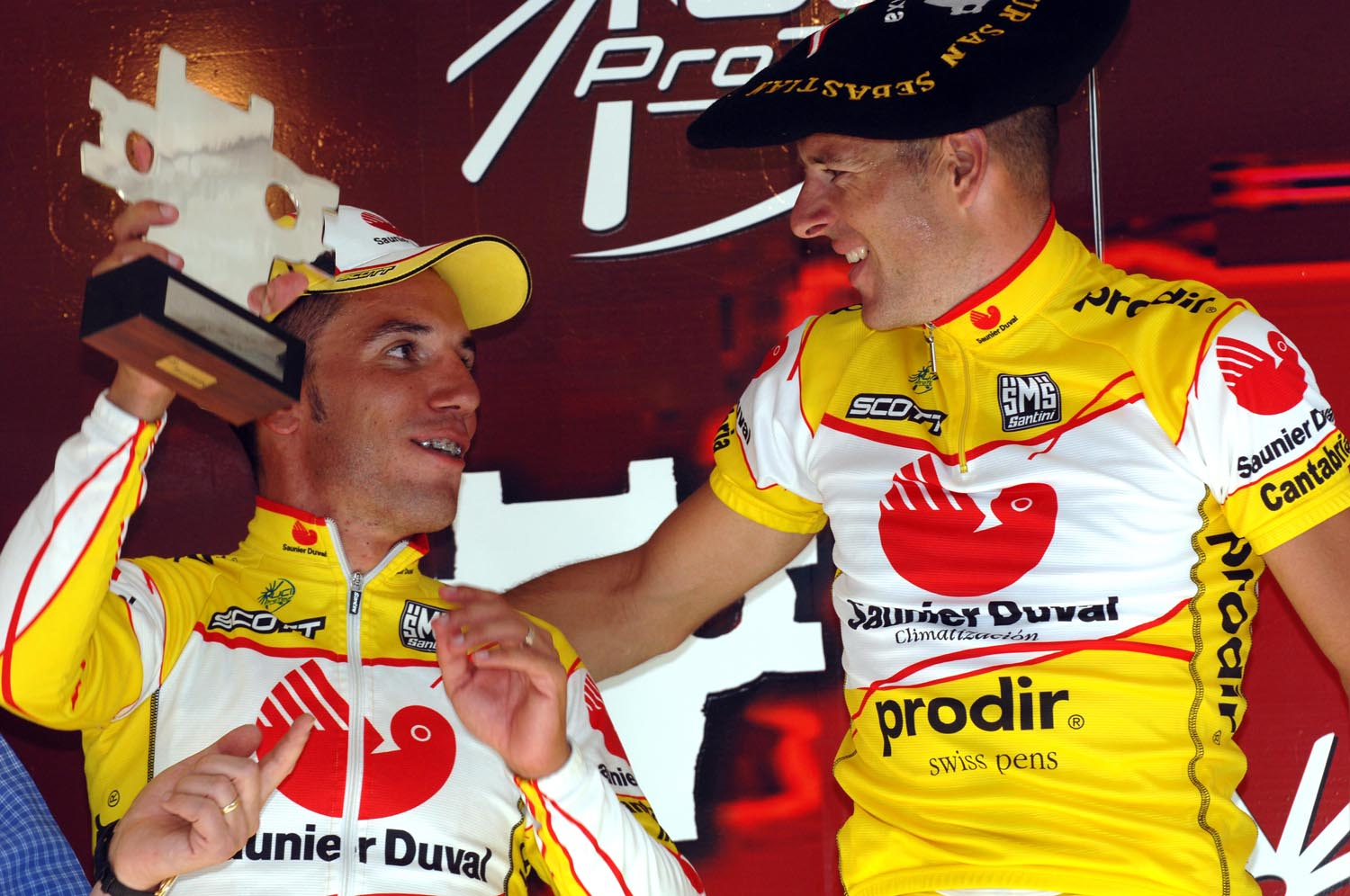
Tino Zaballa junto a Joaquim Rodríguez, en el pódium de la Clásica de San Sebastián.

En 2004 pasó al Saunier Duval dirigido por Joxean Fernández "Matxín", volviendo a la senda de las victorias. Así, ganó una etapa de la Vuelta a Aragón y, sobre todo, una etapa de la Vuelta a España.
En 2005, en su segunda y última temporada en el equipo amarillo, ganó la Clásica de San Sebastián.
Para 2006 fichó por el equipo Caisse d'Epargne.

### Operación Puerto
En 2006, en el marco de la Operación Puerto, fue identificado por la Guardia Civil como cliente de la red de dopaje liderada por Eufemiano Fuentes, bajo los nombres en clave número 19 y Falla. Entre las pruebas recabadas por el instituto armado se encontraban las siguientes: 
- Una grabación de vídeo realizada el 4 de mayo en las que Zaballa entraba al laboratorio del Dr. Merino Batres (c/ Zurbano n.º 92, entreplanta) junto al Dr. Fuentes y José Ignacio Labarta.
- Tres bolsas sanguíneas, con su nombre en clave (número 19) y la fecha 4 de mayo (que correspondería al día de su extracción, en el laboratorio de Merino Batres).[3]
- Un calendario en el que se detallaba un programa de extracciones/reposiciones de sangre.[4]

Zaballa no fue sancionado por la Justicia española al no ser el dopaje un delito en España en ese momento, y tampoco recibió ninguna sanción deportiva al negarse el juez instructor del caso a facilitar a los organismos deportivos internacionales (AMA, UCI) las pruebas (documentación y bolsas sanguíneas) que demostrarían su implicación como cliente de la red de dopaje.

### Regreso sin sanción

#### Permanencia en la élite

##### 2007: ganador de la Euskal Bizikleta
El equipo Caisse d'Epargne no despidió al ciclista (al contrario de lo que hicieron con sus ciclistas implicados equipos como T-Mobile, CSC y Ag2r, por lo que siguió en el equipo de José Miguel Echávarri y Eusebio Unzué en 2007. 
Esa temporada ganó la Euskal Bizikleta, carrera en la que además de la general se llevó la etapa reina (la última jornada con final en Arrate) y la regularidad.

#### El "destierro" portugués

##### 2008: estreno en un calendario atípico
Sin embargo, para 2008 su hasta entonces equipo decidió no renovarle el contrato y Zaballa fichó por el modesto equipo portugués LA Aluminios-MSS, quedando fuera de las principales carreras ciclistas de la temporada. Ganó el GP Paredes Rota dos Móveis (más una etapa).
Ese año participó también en la pretemporada de ciclo-cross con el maillot del Club Ciclista Udías ganando las carreras amateur del Ciclocrós de Medina de Pomar, Ciclocrós de Knesselare, Ciclocrós de San Sebastián de los Reyes y Ciclocrós de Lugones.

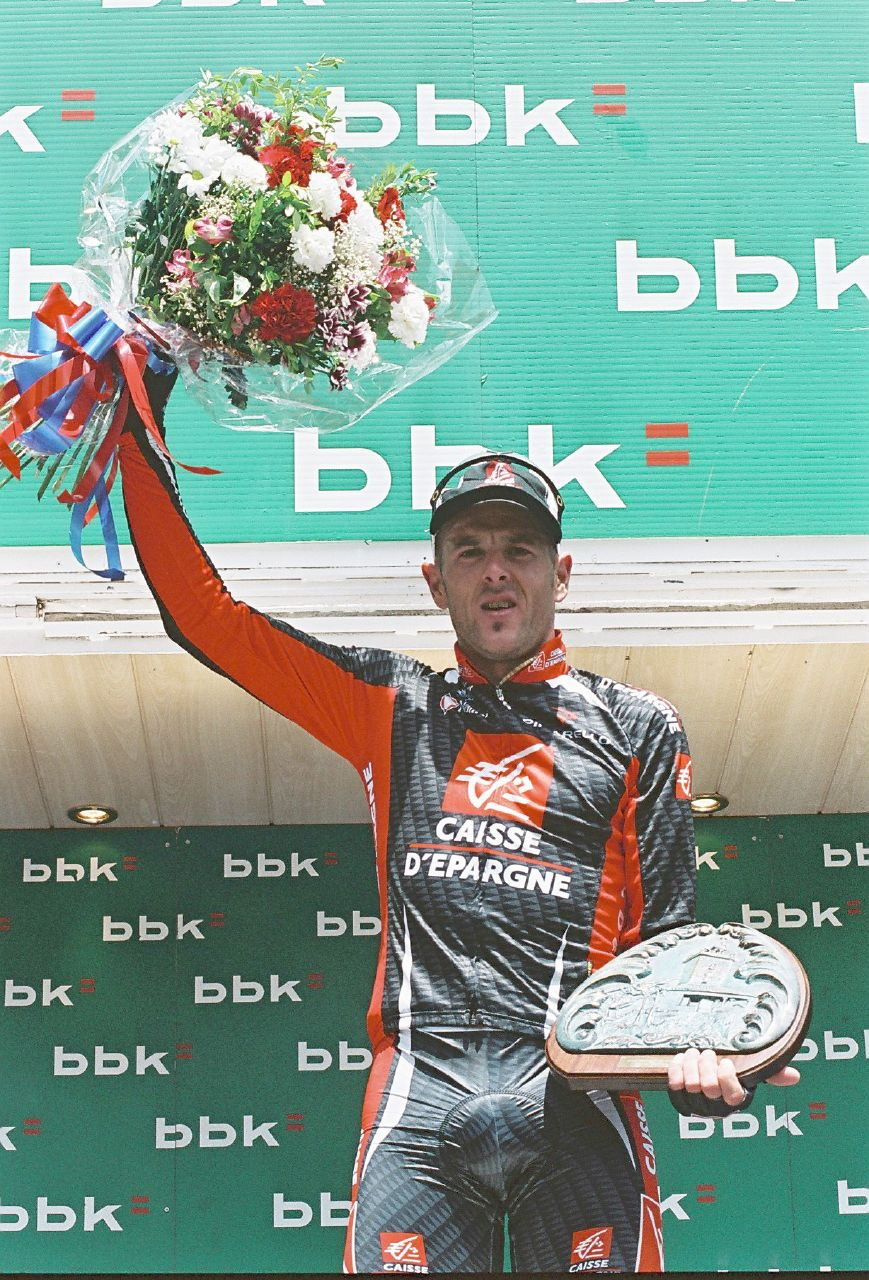
Tino Zaballa en la Euskal Bizikleta del 2007.

##### 2009: subcampeón de España
En 2009 corrió en el modesto equipo portugués LA-Rota dos Móveis, por lo que nuevamente quedó fuera de las principales carreras ciclistas de la temporada. 
Sin embargo, pudo participar en el Campeonato de España en Ruta (en la que pueden participar todos los ciclistas españoles, independientemente de su equipo) que se celebraba ese año en Cantabria por carreteras por las que él acostumbraba a entrenar, por lo que mostró su ilusión ante esta cita. Posteriormente confirmó esas buenas sensaciones y fue segundo en la carrera con final en El Soplao (sólo superado por Rubén Plaza, también implicado en la Operación Puerto y corriendo sin sanción en un modesto equipo portugués), subiendo al podio para recoger la medalla de plata con su hija Adriana (de cuatro meses) en brazos.
En las declaraciones posteriores a la carrera, Zaballa señaló que la carretera había hecho justicia con los desterrados. El ciclista también se preguntó por qué se hablaba de injusticia en el caso de Alejandro Valverde (condenado a dos años de sanción por el CONI por su implicación en la trama) y no en otros casos como el suyo (relegado a equipos portugueses menores, aunque sin sanción).

##### 2010: Mundial Ciclocrós
Debido a las buenas actuaciones cosechadas en el cyclo-cross durante las temporadas 2008-2010 fue seleccionado para disputar en Mundial de la especialidad acabando en 46.º lugar.

##### 2011: nueva etapa en el ciclismo Italiano
En 2011 corrió para el equipo italiano Miche, coincidiendo, entre otros, con el alemán Stefan Schumacher. En principio se había anunciado su fichaje por el equipo continental español Caja Rural, pero tras la firma del contrato, el equipo Navarro se echó atrás en su intención por contar con el ciclista para 2011. Tino denunció el caso ante la Asociación Española de Ciclistas Profesionales.

##### 2013
En 2013, se confirma su fichaje por el equipo danés Christina Watches-Onfone para la temporada 2013-2014

##### 2014
Tras once años como profesional, el ciclista cántabro al final de la temporada se retira del ciclismo activo profesional.

## Palmarés

### Carretera
| 2001 - 1 etapa de la Vuelta a Portugal - 1 etapa del Tour del Porvenir 2004 - 1 etapa de la Vuelta a Aragón - 1 etapa de la Vuelta a España 2005 - Clásica de San Sebastián 2007 - Euskal Bizikleta, más 1 etapa | 2008 - GP Paredes Rota dos Móveis, más 1 etapa 2009 - 2.º en el Campeonato de España en Ruta 2010 - Vuelta a Asturias, más 1 etapa 2011 - 1 etapa de la Vuelta a Asturias 2013 - Tour de Tipaza, más 1 etapa - Destination Thy |

### Ciclo-cross
2009
- 3.º en el Campeonato de España de Ciclocrós

### Triatlón
2016
- Triatlón de Los 10.000 del soplao (Soplaoman (10 km natación aguas abiertas + 75 km carrera de montaña + 110 km MTB))

2017
- Triatlón de Los 10.000 del soplao (Soplaoman (10 km natación aguas abiertas + 75 km carrera de montaña + 110 km MTB))

2018
- Triatlón de Los 10.000 del soplao (Soplaoman (10 km natación aguas abiertas + 75 km carrera de montaña + 110 km MTB))

2019
- Triatlón de Los 10.000 del soplao (Soplaoman (10 km natación aguas abiertas + 75 km carrera de montaña + 110 km MTB))

2022
- Triatlón de Los 10.000 del soplao (Soplaoman (10 km natación aguas abiertas + 75 km carrera de montaña + 110 km MTB))